# 徐弱
徐弱（?—?），战国时期楚国人，墨家人物。
徐弱是墨家钜子孟胜的弟子，孟胜为楚国陽城君守卫食邑。陽城君在楚悼王死后，参与杀害吴起，伤到了楚悼王的遗体。楚肃王追究陽城君，陽城君逃走了，楚国要收回他的食邑。孟胜要为陽城君赴死，徐弱劝说他：“赴死若有益于对陽城君，还可以，赴死对陽城君无益，却使墨家在天下断绝了，是不可以的。”孟胜认为自己的作为体现了墨者的精神，而且他将钜子之位传给田襄子了。徐弱于是说：如果像夫子说言，那我请求先死以扫清道路。转身在孟胜面前刎颈而死。《古今人表》称徐弱列为第四等中上。